# خوان میگل اچواریا
خوان میگل اچواریا (اسپانیایی: Juan Miguel Echevarría‎؛ زادهٔ ۱۱ اوت ۱۹۹۸) ورزشکار پرش طول اهل کوبا است.
وی در بین‌المللی در مجموع برندهٔ ۳ مدال طلا و ۱ مدال برنز شده‌است.